# Ellurema indica
Ellurema indica — вид грибів, що належить до монотипового роду  Ellurema.